# Concepción Silva Bélinzon
Concepción Silva Bélinzon   (Montevideo, 1900 - Montevideo, 2 de novembre de 1987) va ser una poeta uruguaiana. Es va especialitzar tant en sonets, en la lira i en oda sàfica. Va començar a publicar a la dècada del 1940, i el seu primer llibre va ser El regreso de la samaritana.

## Biografia
Concepción va ser germana de Clara Silva, destacada i reconeguda poeta i narradora; la família ferventment catòlica les va inculcar els valors religiosos. La religiositat es veu en les seves obres, és més espiritual que intel·lectual, ja que per Concepción de vegades era Déu qui li dictava, de vegades «les ànimes dels poetes units que volen no morir».
Va començar a publicar a la dècada del 1940, per això el terme «reservista» amb que la crítica la va denominar. El seu primer llibre El regreso de la samaritana apareix el 1945, i després els seus llibres van anar apareixent cada dos, tres o quatre anys.
Va realitzar col·laboracions a les revistes Alfar d'Uruguai, Caballo de Fuego i Atenea de Xile, i Espiral de Colòmbia.
Les seves obres van ser llegides i comentades per un grup selecte d'escriptors de l'època com Jules Supervielle, Ramón Gómez de la Serna i Oliverio Girondo.

## Obra
- El regreso de la samaritana (1945).
- La mano del ángel (1945).
- El plantador de pinos (1947).
- Amor no amado (1950).
- Los reyes de oro (1953).
- El cordero terrible (1956).
- La ciudad invisible (1959).
- Muero y más vivo (1962).
- Me espera el mundo entero (1963).
- El más justo llamó (1965).
- Al oído del hombre (1970).
- Sagrada cantidad (1973).
- Disimulada gloria (1976).
- Llamarlo y despedirlo (1976).
- Sitios abandonados (1978).
- Página eterna (1979).
- Antología poética (1980, amb pròleg d'Arturo Sergio Visca).
- Poesías (1981).

## Premis
- Ministeri d'Instrucción Pública (1950).
- Ministeri d'Instrucción Pública (1956).